# أكسنت (شركة)
أكسنت، (بالإنجليزية: Accent)‏ شركة مغربية لصناعة الهواتف الذكية والأجهزة اللوحية والحواسب، وهي تسوق منتوجاتها في كل من المغرب وبعض الدول الأفريقية، فجميع منتوجاتها مأشر عليها ب CE، ويوجد مقرها بالدار البيضاء وتنتج منتوجات متنوعة، ويأتي قرار التركيز على صناعة وتسويق جهاز الكمبيوتر اللوحي لعلامة (ACCENT) نظراً للآفاق الواعدة لهذه المنتجات في السوق المغربي والتي تشهد معدلات نمو قوية مقارنة مع أجهزة الكمبيوتر المكتبي للشركات المنافسة الأجنبية.

## التسويق
ومنذ مطلع سنة 2013 تم تسويق ما يزيد عن 150 ألف جهاز، وأشار مدير الشركة إلى أن الشركة المغربية تخطط لتسويق بعض منتوجاتها الجديدة في كل من الجزائر وتونس، إلى جانب أسواقها التقليدية في كل من فرنسا وإسبانيا والغابون والكوت ديفوار والإمارات العربية المتحدة والسعودية ومصر.
وتسوق الشركة أجهزة الكمبيوتر المكتبية وأجهزة الكمبيوتر المحمولة، والصناديق الآلية والأجهزة اللوحية، ويتم تسويق هذه الأجهزة الذكية في كل المحلات التابعة للشبكة المعتمدة والتي يزيد عددها عن 900 نقطة بيع وتتوفر DBM المغرب على شبكة واسعة من 12 نقطة لخدمات ما بعد البيع في معظم أنحاء المملكة المغربية.

## وصلات خارجية
موقع أكسنت الرسمي.